# Purborejo
Purborejo is een bestuurslaag in het regentschap Temanggung van de provincie Midden-Java, Indonesië. Purborejo telt 1647 inwoners (volkstelling 2010).